# ガング
北欧神話において、ガング（古ノルド語: Gangr。綴りはまたは Gang ）は霜の巨人で、その兄弟スィアチとイジとともにアルヴァルディの息子であった。『詩語法』によれば、アルヴァルディは非常に多くの黄金を有しており、そしてアルヴァルディが死んだ時、その3人の息子たちが、次々に1口分の黄金を各々で取って分量を量り、自分達同士の間で遺産を分けた。このことに起因して、「巨人の口かぞえ」、「巨人の声またはことば」、「チアシ、ガングまたはイジの言葉」と「イジの輝く言葉」という表現は、黄金についてのケニングとなった。